# Michal Breznaník
Michal Breznaník (ur. 16 grudnia 1985 w Revúcy) – piłkarz słowacki grający na pozycji lewego pomocnika. Od 2022 roku jest zawodnikiem klubu Baník Kalinovo.

## Kariera klubowa
Swoją karierę piłkarską Breznaník rozpoczął w klubie ŽP Šport Podbrezová. W 2005 roku awansował do kadry pierwszej drużyny. W sezonie 2005/2006 zadebiutował w niej w rozgrywkach drugiej ligi. W Šporcie występował do końca 2006 roku, a na początku 2007 roku przeszedł do pierwszoligowego Slovana Bratysława. W sezonie 2008/2009 wywalczył ze Slovanem tytuł mistrza Słowacji. Z kolei w sezonie 2009/2010 zdobył z nim Puchar Słowacji.
Latem 2010 Breznaník przeszedł do Slovana Liberec. W pierwszej lidze czeskiej swój debiut zanotował 25 września 2010 w wygranym 3:1 domowym meczu ze Zbrojovką Brno. W sezonie 2011/2012 wywalczył ze Slovanem tytuł mistrza Czech.
W 2013 roku Breznaník został zawodnikiem Amkara Perm. W 2014 roku przeszedł do Sparty Praga. W 2015 był wypożyczony do Slovana Liberec, a w 2016 wypożyczono go do Dukli Praga. Następnie w 2016 wrócił do ŽP Šport Podbrezová.
| Sezon   | Klub                     | Kraj     | Rozgrywki      | Mecze | Bramki |
| ------- | ------------------------ | -------- | -------------- | ----- | ------ |
| 2005/06 | ŽP Šport Podbrezová      | Słowacja | II liga        | ?     | ?      |
| 2006/07 | ŽP Šport Podbrezová      | Słowacja | II liga        | ?     | ?      |
| 2006/07 | Slovan Bratysława        | Słowacja | Corgoň liga    | 10    | 1      |
| 2007/08 | Slovan Bratysława        | Słowacja | Corgoň liga    | 22    | 1      |
| 2008/09 | Slovan Bratysława        | Słowacja | Corgoň liga    | 28    | 3      |
| 2009/10 | Slovan Bratysława        | Słowacja | Corgoň liga    | 26    | 4      |
| 2010/11 | Slovan Bratysława        | Słowacja | Corgoň liga    | 4     | 0      |
| 2010/11 | Slovan Liberec           | Czechy   | Gambrinus liga | 21    | 4      |
| 2011/12 | Slovan Liberec           | Czechy   | Gambrinus liga | 28    | 12     |
| 2012/13 | Slovan Liberec           | Czechy   | Gambrinus liga | 6     | 0      |
| 2012/13 | Amkar Perm               | Rosja    | Priemjer-Liga  | 7     | 1      |
| 2013/14 | Amkar Perm               | Rosja    | Priemjer-Liga  | 1     | 0      |
| 2014/15 | Sparta Praga             | Czechy   | Gambrinus liga | 5     | 0      |
| 2014/15 | Slovan Liberec           | Czechy   | Gambrinus liga | 9     | 1      |
| 2015/16 | Sparta Praga             | Czechy   | Gambrinus liga | 3     | 0      |
| 2015/16 | FK Dukla Praga           | Czechy   | Gambrinus liga | 6     | 0      |
| 2016/17 | ŽP Šport Podbrezová      | Słowacja | Corgoň liga    | 14    | 5      |
| 2017/18 | FK Železiarne Podbrezová | Słowacja | Corgoň liga    |       |        |

## Kariera reprezentacyjna
W reprezentacji Słowacji Breznaník zadebiutował 29 lutego 2012 w wygranym 2:1 towarzyskim meczu z Turcją, rozegranym w Bursie.